# Combefa
Combefa är en kommun i departementet Tarn i regionen Occitanien i södra Frankrike. Kommunen ligger i kantonen Monestiés som tillhör arrondissementet Albi. År 2022 hade Combefa 197 invånare.

## Befolkningsutveckling
Antalet invånare i kommunen Combefa
| Referens: INSEE |